# Цимбаліст Віктор Петрович
Віктор Петрович Цимбалі́ст (25 січня 1931, Червоне — 30 січня 1998, Київ) — український актор.

## Біографія

Могила Віктора Цимбаліста

Народився 25 січня 1931 року у селищі Червоному (тепер Андрушівського району Житомирської області). В 1952 році закінчив Київський державний інститут театрального мистецтва ім. І. Карпенка-Карого (майстерня Гната Юри); в 1957 році Київську консерваторію (клас Івана Паторжинського). Був актором Українського національного драматичного театру імені Івана Франка.
Помер 30 січня 1998 року в Києві. Похований на Байковому кладовищі.

## Творчість
Ролі:
- Зевс («Енеїда» Котляревського);
- Гриць, Василь («Ой не ходи, Грицю, та й на вечорниці», «Циганка Аза» Старицького);
- Михайло Гурман («Украдене щастя» Франка);
- Андронаті («У неділю рано зілля копала» Кобилянської);
- архієпископ Реймський («Біла ворона» Рибчинського, Татарченка);
- Свічка («Свіччине весілля» Кочерги);
- Криницький («Павлинка» Янки Купали);
- Голова («Різдвяна ніч» Гоголя);
- Едмунд («Король Лір» Шекспіра).

Знявся у фільмах:
- «Кривавий світанок» (1956, Семен Ворон),
- «Веселка» (1959, Роман),
- «Фараони» (1964),
- «Регіон» (1986),
- «Балаган» (1990) та інші.

## Відзнаки
- Нагороджений орденом Трудового Червоного Прапора, медалями;
- Народний артист УРСР з 1982 року;
- Лауреат премії Спілки театральних діячів України «Наш родовід» за 1997 рік.